# Новомихайловка (Александровский район)
Новомиха́йловка — село в Александровском районе Оренбургской области. Административный центр Новомихайловского сельсовета.
В состав Новомихайловского сельсовета входят село Исянгильдино и село Актыново.
В селе функционируют Администрация, Школа, Детский сад на 20 мест, ФАП, СДК, Коммунальное хозяйство, Пожарная дружина, а также 2 магазина.
Село располагается на правом берегу реки Ток в 30 километрах от истока. Село находится юго-восточнее районного центра — села Александровка, на расстоянии 15 км (по дорогам — 24 км).
Основная деятельность — сельское хозяйство. Выращивание зерновых и бобовых культур - порядка 5,5 тыс га. обрабатываемой пашни.  Разведение крупного рогатого скота - более 600 голов крс разных видов деятельности.   
Численность населения более 400 человек.
Село состоит из трёх улиц — улицы Мира, Промышленной и Новой.
В селе расположено отделение Почты России (индекс 461850).